# Valmacca
Valmacca là một đô thị ở tỉnh Alessandria trong vùng Piedmont của Italia, có vị trí cách khoảng 70 km về phía đông của Torino và khoảng 20 km về phía bắc của Alessandria. Tại thời điểm ngày 31 tháng 12 năm 2004, đô thị này có dân số 1.089 người và diện tích là 12,6 km².
Valmacca giáp các đô thị: Bozzole, Breme, Frassineto Po, Pomaro Monferrato, Sartirana Lomellina, và Ticineto.